# Clara Kimball Young
Clara Kimball Young (Chicago, 6 september 1890 – Woodland Hills, 15 oktober 1960) was een Amerikaanse actrice, die met name bekendheid genoot wegens haar optredens in stomme films. Ze is opgenomen in de Hollywood Walk of Fame.

## Filmografie
- 1909: Washington Under the American Flag
- 1909: A Midsummer Night's Dream
- 1910: Uncle Tom's Cabin
- 1911: Lady Godiva
- 1913: Beau Brummel
- 1913: Jerry's Mother-in-Law
- 1915: Hearts in Exile
- 1916: The Yellow Passport
- 1916: The Rise of Susan
- 1917: The Easiest Way
- 1917: Magda
- 1918: The House of Glass
- 1918: The Reason Why
- 1918: The Road Through the Dark
- 1919: Eyes of Youth
- 1920: Mid-Channel
- 1922: Enter Madame
- 1923: The Woman of Bronze
- 1931: Kept Husbands
- 1931: Women Go on Forever
- 1932: Love Bound
- 1934: The Return of Chandu
- 1935: She Married Her Boss
- 1936: Ants in the Pantry
- 1941: Mr. Celebrity

- Bibliothèque nationale de France: cb16184832m (data)
- Gemeinsame Normdatei: 120852951X
- International Standard Name Identifier: 0000 0000 8158 1257
- Library of Congress Control Number: n80016854
- National Archives and Records Administration: 12287757
- Nationale Bibliotheek van Israël: 987007436600805171
- SNAC: w6s59qzb
- Système universitaire de documentation: 16174494X
- Virtual International Authority File: 77604753
- WorldCat: E39PBJfCxxQ4Rh9CcDjvdBdvpP